# Майер, Карл (писатель)
Карл Майер (нем. Carl Mayer, 20 ноября 1894, Грац, Австрия — 1 июля 1944, Лондон) — немецкий писатель и сценарист австрийского происхождения.

## Биография
Карл Майер родился 20 ноября 1894 года в Граце в еврейской семье безуспешного предпринимателя. В 16 лет стал сиротой, после того как его отец, проиграв крупную сумму, покончил жизнь самоубийством. Чтобы прокормить младших братьев, Карлу пришлось выполнять случайные работы. Он был уличным торговцем, певцом в хоре, рисовальщиком и статистом в театре, а позднее актёром провинциальной сцены.
В 1919 году, будучи драматургом «Резиденцтеатра» в Берлине, познакомился с бывшим офицером и чешским писателем Гансом Яновицем. Вместе они написали сценарий фильма «Кабинет доктора Калигари».
После экспрессионистского фильма «Генуине» (1920) отошел от «калигаризма» и работал над сценариями камерных фильмов и реалистических драм в мещанской среде. Написал сценарии фильмов Фридриха Вильгельма Мурнау «Последний человек» (1924) и «Восход солнца» (1927).
По его сценариям поставлено более двадцати фильмов.
В 1933 году после прихода к власти национал-социалистов эмигрировал сначала во Францию, а в 1935 году — в Англию. Умер от рака.

## Фильмография

### Сценарист
- 1920 — Кабинет доктора Калигари (совместно с Гансом Яновицем)
- 1920 — Генуине
- 1924 — Новогодняя ночь
- 1924 — Последний человек
- 1927 — Восход солнца